# Otto Synek
Otto Synek (22. září 1900 Praha – 29. září 1941 Praha) byl československý politik a meziválečný poslanec Národního shromáždění za Komunistickou stranu Československa, za druhé světové války v odboji, popraven nacisty.

## Biografie
Studoval na reálném gymnáziu, maturitu složil na obchodní akademii v Praze. Pracoval jako bankovní úředník. V roce 1921 se účastnil stávky, byl zatčen a v důsledku toho propuštěn ze zaměstnání. Začal pak být činný v levicovém odborovém a mládežnickém hnutí. Od roku 1923 byl členem KSČ. Byl činovníkem Komsomolu. V období let 1929–1930 zastával funkci ústředního tajemníka Komunistického svazu mládeže ČSR.
Koncem 20. let 20. století patřil mezi skupinu mladých, radikálních komunistů (takzvaní Karlínští kluci), kteří do vedení KSČ doprovázeli Klementa Gottwalda. V polovině 30. let 20. století patřil naopak do skupiny komunistů okolo Jana Švermy, kteří dočasně upřednostňovali politiku Lidové fronty po vzoru Francie (širší koalice komunistů a demokratických sil), za což byl koncem roku 1935 kritizován Kominternou jako „oportunista“. Studoval na mezinárodní leninské škole v Moskvě a po návratu do Československa byl v období let 1933–1935 vedoucím tajemníkem Krajského výboru KSČ v Praze. V letech 1936–1938 byl následně vedoucím tajemníkem KV KSČ v Plzni.
V parlamentních volbách v roce 1935 se stal poslancem Národního shromáždění. Profesí byl tajemníkem. Podle údajů z roku 1935 bydlel v Ďáblicích. Jeho mandát zanikl 28. prosince 1938 v souvislosti s rozpuštěním KSČ.
Po Mnichovu byl aktivní v budování ilegální organizace KSČ na Plzeňsku. Podílel se na vydávání ilegálních komunistických tiskovin Dělník a Jiskra. Na konci roku 1938 se přestěhoval do Prahy.
Během druhé světové války se zapojil do odboje. V letech 1939–1941 byl členem a později organizačním tajemníkem 1. ilegálního vedení KSČ. 10. února 1941 byl zatčen nacistickými úřady a později popraven v Praze-Kobylisích. Spolu s ním byl zavražděn nacisty i jeho bratr živnostník Viktor Synek. Po komunistickém převratu po nich bylo přejmenováno nuselské Riegrovo náměstí, dodnes náměstí Bratří Synků.
V roce 1934 se jeho druhou manželkou stala komunistická funkcionářka Matylda Synková (1906–1949), po roce 1946 poslankyně Národního shromáždění za KSČ.